# История Ангильи
История Ангильи берёт своё начало с заселения её индейцами Южной Америки, проходит через ее колонизацию европейцами в ранний современный период, и после ряда восстаний и недолгого периода в качестве независимой республики в 1960-х годах, приводит к созданию отдельной британской заморской территории, коей она является по сей день.

## Доколониальный период
Около 4000 лет назад Ангилья была пышным островом, покрытым густым лесом. Он был обнаружен индейскими народами, приплывшими на каноэ и на плотах из Южной Америки. Они назвали Ангилью «Маллиухана», что означало морского змея в форме стрелы, и построили деревни, фермы и церемониальные места для своих богов. Доказательства существования этих индейцев в возрасте 3300 лет были найдены в восточной части Ангильи. На острове также были обнаружены топоры из раковин, сосуды для питья из раковин, кремнёвые лезвия и каменные предметы до-керамической эпохи. Нет никаких сведений о том, как долго эта первая группа индейцев проживала на острове. Примерно в середине 2 тысячелетия до н. э. на острове появились так называемые индейцы-ортоироиды, выходцы из Южной Америки, которые занимались рыболовством и сбором моллюсков на рифах. В период между 600 г. н. э. и 900 г. н. э. Ангилья была колонизирована индейцами-араваками, занимавшимися земледелием и изготовлявшими керамику.
На острове ведутся исследования археологов. Археологами найдено около 40 остатков аравакских поселений, самые большие из которых находились в Островной гавани, на песчаной земле, на песчаном холме, бухте Рандеву и Шоул-Бей-Ист. Население деревень могло составлять 50 — 250 человек в каждой. В одной из пещер сохранились индейские петроглифы. Араваки Ангильи, близкие по культуре к таино, были моряками, об их постоянных заморских контактах свидетельствуют многочисленные находки предметов с других островов Карибского моря. Хотя не выявлено существенных изменений в археологической культуре XIII—XV вв., некоторые исследователи полагают, что в это время Ангилья могла быть завоевана карибами, которые пришли из Южной Америки через более южные Малые Антильские острова и были уже в значительной степени ассимилированы араваками.
Самые ранние осколки разбитой посуды, топоры и орудия для обработки земли, датируются приблизительно 1300 годом до нашей эры. На острове также много артефактов, идентифицированных четвертым веком нашей эры. Араваки поклонялись высеченному сталагмиту — Джокаху (Jocahu), который был найден в Фонтейне (Fountain). Когда в 1493 году Колумб совершал свое плаванье, то открыл много островов Карибов: Гваделупа, Монтсеррат, Антигуа, Сен-Мартен, Сент-Круа, Пуэрто-Рико и Гаити, но Ангилью он не нашел. В 1565 году в записях другого мореплавателя — Пьера Лодоньера, ведётся речь об острове «Anguille» или «угорь», названный так, за его длинные и тонкие формы. После открытия этого острова, аутентичное население араваков быстро вымерло из-за болезней и захвата в плен.

## Колониальный период
Голландская Вест-Индская компания основала форт на острове в 1631. Голландцы отступили после разрушения форта испанскими войсками в 1633 году. Ангилья завоёвывалась и колонизировалась английскими поселенцами из Сент-Кристофера, начиная с 1650 года. Был сформирован местный совет, курируемый Антигуа. Тем не менее, в 1656 году англичане были убиты группой карибов, известных своим воинским мастерством. В конце концов англичане вернулись и попытались возделывать землю, но сухой климат Ангильи помешал ее фермерам стать прибыльными, а в 1666 году остров захватила Франция. Ангилья находилась под властью Франции до 1667 года, когда остров вновь вернулся под управление Великобритании, он был возвращен англичанам по условиям Бредского договора 1667 года
В течение 1600-х годов большинство ангильян выживали, обрабатывая небольшие участки земли, ловя рыбу и рубя лес на экспорт. Однако к началу 1700-х годов система плантаций рабов постепенно начала становиться доминирующей экономической системой в восточной части Карибского бассейна. Рост работорговли был напрямую связан с выращиванием сахарного тростника, который был завезен в Вест-Индию в конце 1600-х годов из Средиземноморья. Сбор и переработка сахарного тростника были трудоемкими и требовали большой рабочей силы. Через некоторое время владельцы плантаций обнаружили, что для работы на сахарных плантациях выгоднее использовать рабов, насильственно привезенных из Африки, чем наемников. Хотя Ангилья никогда не была крупным производителем сахара, ее близость к другим островам Западной Индии привела к тому, что на нее сильно повлияла система плантаций и работорговля. Поскольку рабовладельческая система продолжала расти в течение 1700-х годов, численность населения Ангильи людей африканского происхождения росла. В 1724 году население составляло до 360 европейцев и 900 африканцев.
В 1688 году на Ангилью напала группа ирландских колонистов, многие из которых остались мирно жить с другими островитянами. Их фамилии встречаются и сегодня. Примерно до 1800 года, за Ангилью, как и за другие карибские острова, велась борьба между англичанами и французами, обе страны стремились получить контроль над районом и его высокодоходными торговыми путями и товарными культурами. В 1744 году 300 ангильцев, объединившись с двумя уроженцами Сент-Китса, захватили французскую часть соседнего острова Синт-Мартен. Французы также продолжали нападать на Ангилью, так в 1745 году 700 французов на двух фрегатах под командованием господина де ла Туша нанесли ответный удар из залива Крозус. В 1796 году 400 французов предприняли еще одну попытку, уничтожив основные поселения на Южном холме и в долине, прежде чем британский фрегат HMS Lapwing потопил их два военных корабля, Le Desius и La Vaillante, что привело к большим потерям.
К началу XIX века производство сахара из тростника становится нерентабельным. Население Ангильи, по оценкам, упало с пика около 10 000 жителей до всего лишь 2000 жителей. В 1819 году было 360 европейцев, 320 свободных африканцев и 2451 рабов. В 1824 году правительство Великобритании разработало новый административный план для своих территорий в Карибском бассейне, который поставил Ангилью под административную власть Сент-Китса. Острова Сент-Китс, Невис, Ангилья входили в более крупную колонию «Подветренные острова» (англ. Leeward Islands), что в английском означает несколько другую группу островов, чем Подветренные острова во французском, немецком, испанском, голландском, русском языках. После более чем столетия независимости ангильцы негодовали и полагали, что правительство Сент-Китса мало интересовалось их делами или помогало им. Существенное изменение в социальной и экономической структуре Ангильи произошло, когда Закон об освобождении Англии от 1833 года официально отменил работорговлю в ее карибских колониях. К 1838 году большинство помещиков вернулись в Европу; многие из них продали свою землю бывшим рабам. В 1840-х годах на острове обосновалось общество крестьян, рыбаков и мореплавателей. В 1871 г. для снижения затрат на управление Великобритания объединила Ангилью в единую колониальную федерацию с Сент-Китс, в 1882 г. в ее состав также вошел Невис. Примерно в это же время население острова выросло до 3000 человек. В 19 веке большое озеро в центре острова эксплуатировалось для экспорта соли в Соединенные Штаты; около 3 000 000 бушелей производилось каждый год. Это формировало основную торговлю острова, хотя сахар, хлопок и табак также производились.
В 1875 г. ангильцы обращались к Великобритании с просьбой о прямом правлении, но продолжили оставаться под властью Сент-Китса.

## XX век
После продолжительной засухи и большого голода в 1890-х годах, когда многим пришлось уходить в лес и собирать ягоды и травы для еды, и депрессии в 1920-х и 1930-х годах, ангильские мужчины стекаются в Санто-Доминго, чтобы работать на тростниковых полях, некоторые позже отправлялись на Арубу и Кюрасао, чтобы работать на нефтеперерабатывающих заводах.
Ко времени Первой мировой войны население острова возросло до 3890 человек. К этому времени, производство древесного угля, по существу, уничтожило все деревья на острове, но при этом расширение пастбищ позволило экспортировать крупный рогатый скот в Сен-Томас. Производился также фосфат извести.
Ограниченная реформа избирательного права произошла в 1936 году из-за трудовых беспорядков, вызванных депрессией. Комиссия Мойна, созданная Великобританией, изучает социальные и экономические условия в колониях, что приводит ко всеобщему избирательному праву в 1952 году. В 1958 году Сент-Китс-Невис-Ангилья стала частью Федерации Вест-Индии. Федерация распалась в 1962 году, в результате чего для большинства островов Сент-Китс-Невис-Ангилья была принята отдельная конституция, которая стала политическим решением, вызвавшим революцию в Ангилье. Ангилья хотела независимости от государства, и предложенный союз не был жизнеспособным вариантом для острова. 30 мая 1967 года ангильцы напали на полицейский участок и выгнали 13 полицейских с Сент-Китса, расквартированных в Ангилье. 30 мая 1967 года отмечается сегодня как День Ангильи. Затем, 10 июня 1967 года, по решению временного миротворческого комитета, принявшего власть на острове, силы Ангильи в количестве 19 человек вторглись на Сент-Китс и атаковали полицейский участок и лагерь сил обороны. Пятеро из ангильских интервентов попало в плен. Позже ангильцы даже вторглись в Сент-Китс, и, наконец, в 1969 году британское правительство вмешалось, отправив четыреста солдат. 6 февраля 1969 года была провозглашена независимая Республика Ангилья, во главе с Рональдом Вебстером, после того, как на референдуме за это высказались 1739 жителей и лишь 4 проголосовали против. Существовали предположения, что независимостью Ангильи хотят воспользоваться дельцы от игорного бизнеса и судовладельцы, создав там зону для игорного бизнеса и используя дешёвый ангильский флаг.
19 марта того же года на остров высадились британские десантники и 40 полицейских из Лондона для восстановления порядка, они не встретили сопротивления. Ангильцы открыто приветствовали британских военных, в июле 1971 года был принят Акт об Ангилье, который официально поставил остров под прямой британский контроль. Лишь 19 декабря 1980 года остров был официально отделен от Сент-Китса, и с 1982 имеет своё правительство, губернатора и парламент.
19 сентября 1983 года на островах Сент-Китс и Невис образовалось независимое государство Федерация Сент-Китс и Невис, в то время как Ангилья и прилегающие к ней острова Сил, Скраб, Сомбреро и Дог, остались полузависимым государством, заморским владением Великобритании.
В последние годы Ангилья стала престижным туристическим направлением, а туризм является одной из опор экономики. Еще одним важным видом экономической деятельности является рыболовство, а также развивается сектор финансовых услуг. Современное население Ангильи в основном африканского происхождения, причем меньшинство имеет европейское (в основном английское) происхождение.

## Руководители Ангильи
| Губернаторы         | Губернаторы               | Премьер-министры    | Премьер-министры    |
| ------------------- | ------------------------- | ------------------- | ------------------- |
| Апр 1982 — 1983     | Charles Harry Godden      | Фев 1976 — Фев 1977 | Ronald Webster      |
| Ноя 1983 — 1987     | Alastair Turner Baillie   | Фев 1977 — 1980     | Emile Gumbs         |
| 1987 — 1989         | Geoffrey Owen Whittaker   | 1980 — Мар 1984     | Ronald Webster      |
| 1989 — 1992         | Brian G.J. Canty          | 1984 — Мар 1994     | Emile Gumbs         |
| 1992 — 1995         | Alan W. Shave             | Мар 1994 — Мар 2000 | Hubert Hughes       |
| Ноя 1995 — 1996     | Alan Hoole                | Мар 2000            | Osbourne B. Fleming |
| 1996 — 2000         | Robert Harris             |                     |                     |
| Фев 2000 — Апр 2004 | Peter Johnstone           |                     |                     |
| Апр 2004 — 2004     | Mark Capes                |                     |                     |
| 2004 — 2006         | Alan Huckle               |                     |                     |
| 2006 — Фев 2006     | Mark Capes                |                     |                     |
| 2006 — Мар 2009     | Andrew George             |                     |                     |
| Мар 2009 — Апр 2009 | Stanley Reid              |                     |                     |
| Апр 2009            | William Alistair Harrison |                     |                     |

## Связанные статьи
- Британская империя